# Jadamowo

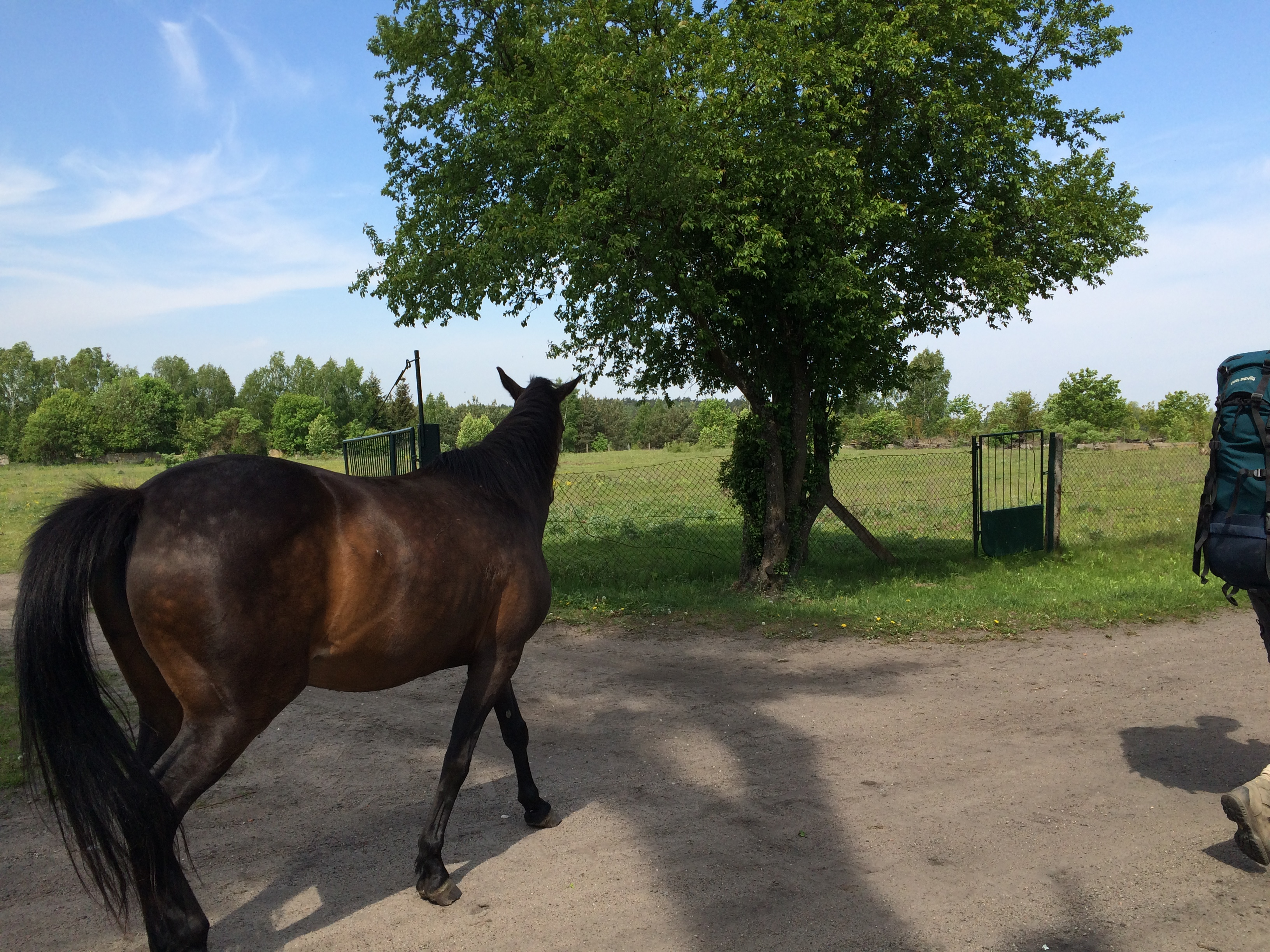
Trakehner-Pferde in Jadamowo

Jadamowo (deutsch Adamsheide) ist ein kleiner Ort im Südwesten der polnischen Woiwodschaft Ermland-Masuren. Er gehört zur Stadt-und-Land-Gemeinde Olsztynek (Hohenstein i. Ostpr.) im Powiat Olsztyński (Kreis Allenstein).

## Geographie
Jadamowo liegt an der Südostspitze des Jezioro Mielno (Mühlensee), 13 Kilometer südwestlich von Olsztynek unweit der Anschlussstelle „Grunwald“ der verkehrsreichen Schnellstraße 7 (hier auch: Europastraße 77), die Danzig mit Warschau sowie Krakau und der Slowakei verbindet.
Die nächste Bahnstation ist das vier Kilometer entfernte Waplewo (Waplitz) an der Staatsbahnstrecke von Działdowo (Soldau) nach Olsztyn (Allenstein).

## Geschichte
Das frühere „Adamsheide“ erschien als Gutsdorf erstmals im Jahre 1586 als Vorwerk von Wittmannsdorf (seit 1945: Witramowo), das seinerzeit zum Grundbesitz der Grafen Finck von Finckenstein gehörte. 
Im Jahr 1878 wurde der Ort in den Amtsbezirk Wittmannsdorf im Landkreis Osterode in Ostpreußen im Regierungsbezirk Königsberg, ab 1905 Regierungsbezirk Allenstein, der preußischen Provinz Ostpreußen einbezogen.
Nach der Wende zum 20. Jahrhundert war das Gut Adamsheide staatlich, und Teile des Gutsgeländes gingen durch Ankauf an das Forstamt Hohenstein über. Das Gutshaus entstand um 1900.
Am 24. August 1907 wurde durch Ausgliederung aus dem Gutsbezirk Wittmannsdorf der selbständige Gutsbezirk Adamsheide gebildet, und im  Jahre 1910 wurden hier 126 Einwohner registriert.
Am 30. September 1929 schloss sich der Gutsbezirk Adamsheide mit der Landgemeinde Wittmannsdorf zur neuen Landgemeinde Wittmannsdorf zusammen, und Adamsheide wurde wieder nur ein Ortsteil.
Infolge des Zweiten Weltkrieges kam Adamsheide mit dem ganzen südlichen Ostpreußen unter polnische Administration und erhielt den jetzigen Namen „Jadamowo“. Er ist in das Schulzenamt Waplewo (Waplitz) der Stadt- und Landgemeinde Olsztynek eingegliedert und vom preußischen Landkreis Osterode in Ostpreußen in den polnischen Powiat Olsztyński „gewechselt“. Er gehört seit 1998 zur Woiwodschaft Ermland-Masuren und war vorher Teil der Woiwodschaft Olsztyn. Das ehemalige Gutshaus befindet sich heute wie das gesamte Gut in Privatbesitz.

## Kirche
Adamsheide mit seiner mehrheitlich evangelischen Bevölkerung gehörte vor 1945 zum Kirchspiel Seelesen-Waplitz (Żelazno-Waplewo) im Kirchenkreis Osterode-Hohenstein in der Kirchenprovinz Ostpreußen der Kirche der Altpreußischen Union. Bis zur Mitte des 19. Jahrhunderts war es in den Sprengel Waplitz (Waplewo) eingepfarrt, zu dem bis 1721 auch das schon auf Neidenburgischem Gebiet liegende Kirchdorf Gardienen (Gardyny) gehörte, die beide gräflich Finckensteinsch waren. Als letzter deutscher Geistlicher amtierte in Seelesen Pfarrer Karl Heinz Ziegler.
Seit 1945 lebt eine überwiegend katholische Bevölkerung in Jadamowo. Das Dorf ist jetzt in die Parafia św. Stanisława Biskupa (Pfarrei St.-Stanislaus-von-Krakau) in Waplewo eingegliedert. Sie liegt im Bereich des Dekanats Olsztynek im Erzbistum Ermland in der Katholischen Kirche in Polen.
Hier lebende evangelische Kirchenglieder sind jetzt der Evangelische Kirche in Olsztynek zugeordnet, die Filialgemeinde von Olsztyn ist. Sie gehört zur Diözese Masuren der Evangelisch-Augsburgischen Kirche in Polen.